# Adam August Müller

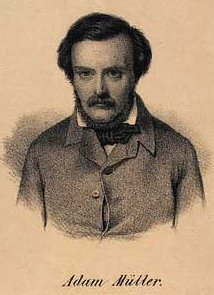
Adam Müller (1844); según un cuadro de Johan Vilhelm Gertner

Adam August Müller (16 de agosto de 1811 - 15 de marzo de 1844) fue un pintor de historia danés, uno de los alumnos predilectos de Eckersberg. Aunque estuvo enfermo gran parte de su vida y murió a los 32 años, su obra es reconocida como un componente importante del arte danés. Sus temas favoritos eran la historia y la religión. 

## Biografía
Hijo del obispo Peter Erasmus Müller (1776-1834), nació en Copenhague. En 1825 fue alumno de Christoffer Wilhelm Eckersberg (1783-1853) en la Real Academia Danesa de Bellas Artes, y en 1828 ingresó en la Escuela Modelo. Al año siguiente, presentó Aladdin, staaende bag Pillen, ser Gulnare (Aladino, de pie detrás de una columna, ve a Gulnare) y, al año siguiente, presentó varios retratos, dos de los cuales fueron adquiridos para la Colección Real. 
Fue galardonado con una medalla de plata en 1833 y con una medalla de oro en 1836. 
En 1838 compitió con Heinrich Eddelien por una beca para viajar a Italia. Eddelein ganó, pero gracias a la intercesión de Bertel Thorvaldsen, Müller también recibió dinero para el viaje. En 1839 viajó a Italia tras una breve estancia en Múnich. Sus estudios de pintura florentina le animaron a adoptar un nuevo enfoque de la pintura religiosa, imitando el antiguo estilo italiano. Esto le valió la Medalla Thorvaldsen por Cristo bendice a los cuatro evangelistas, pintado en 1843 a su regreso a Dinamarca. 
Acababa de recuperarse de una grave enfermedad cuando viajó a Italia, donde enfermó con frecuencia. A su regreso a Copenhague, su salud empeoró y murió allí, dejando varios encargos inacabados. 

## Obras seleccionadas
- Aladdín, de pie detrás de la lámpara, observa a Gulnare (1829).
- Aladdin, entre otros niños, intenta coger la naranja que cae al suelo (1831).
- Paisaje con un cazador descansando (1832).
- El herido Herluf Trolle, recibido por su mujer y por los discípulos de la escuela en Herlufsholm (1832).
- La huida a Egipto (1833).
- Retrato de un anciano (1834).
- Cristo predicando desde el barco, óleo sobre lienzo (1834).
- Odiseo llega a Nausicaa (1835).
- Valdemar Sejer en prisión (1836).
- David alienta a Saúl con su arpa (1838).
- Cristo se da a conocer a los discípulos de Emaús (1838).
- Cristo bendice a los cuatro evangelistas (1842).
- La vuelta del hijo pródigo (1843).

## Galería

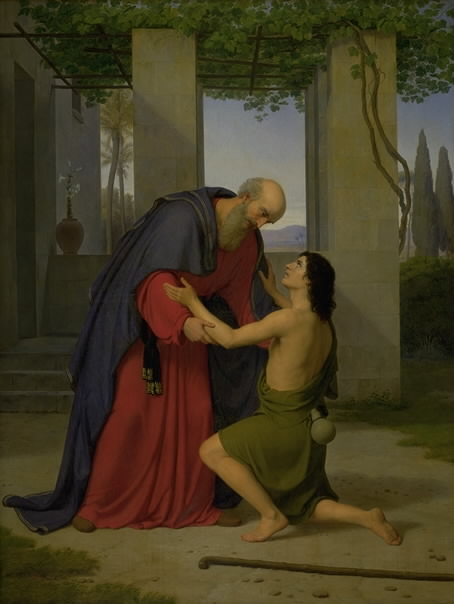
Regreso a casa del hijo pródigo (1843)
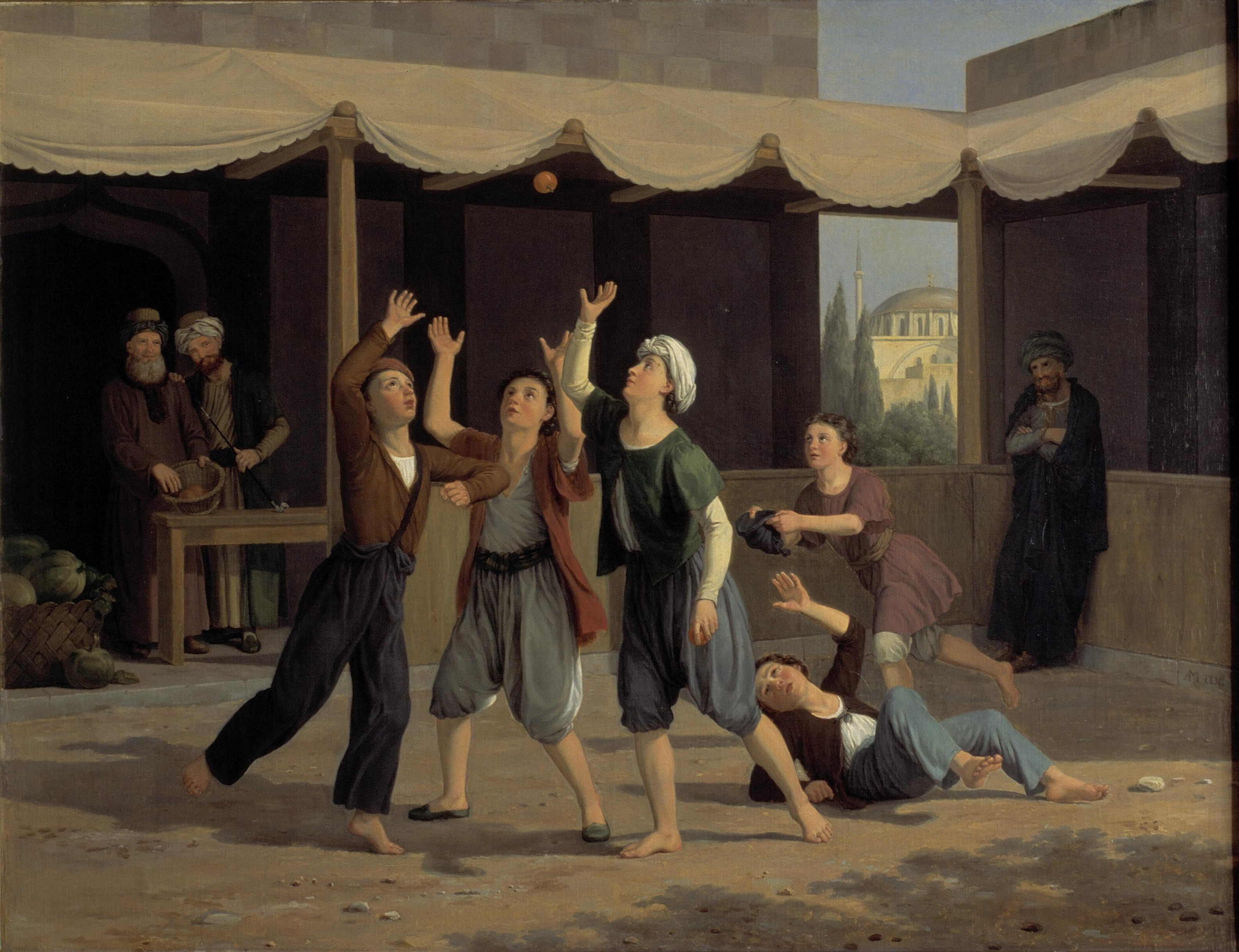
Aladino intenta atrapar la naranja que cae (1831)
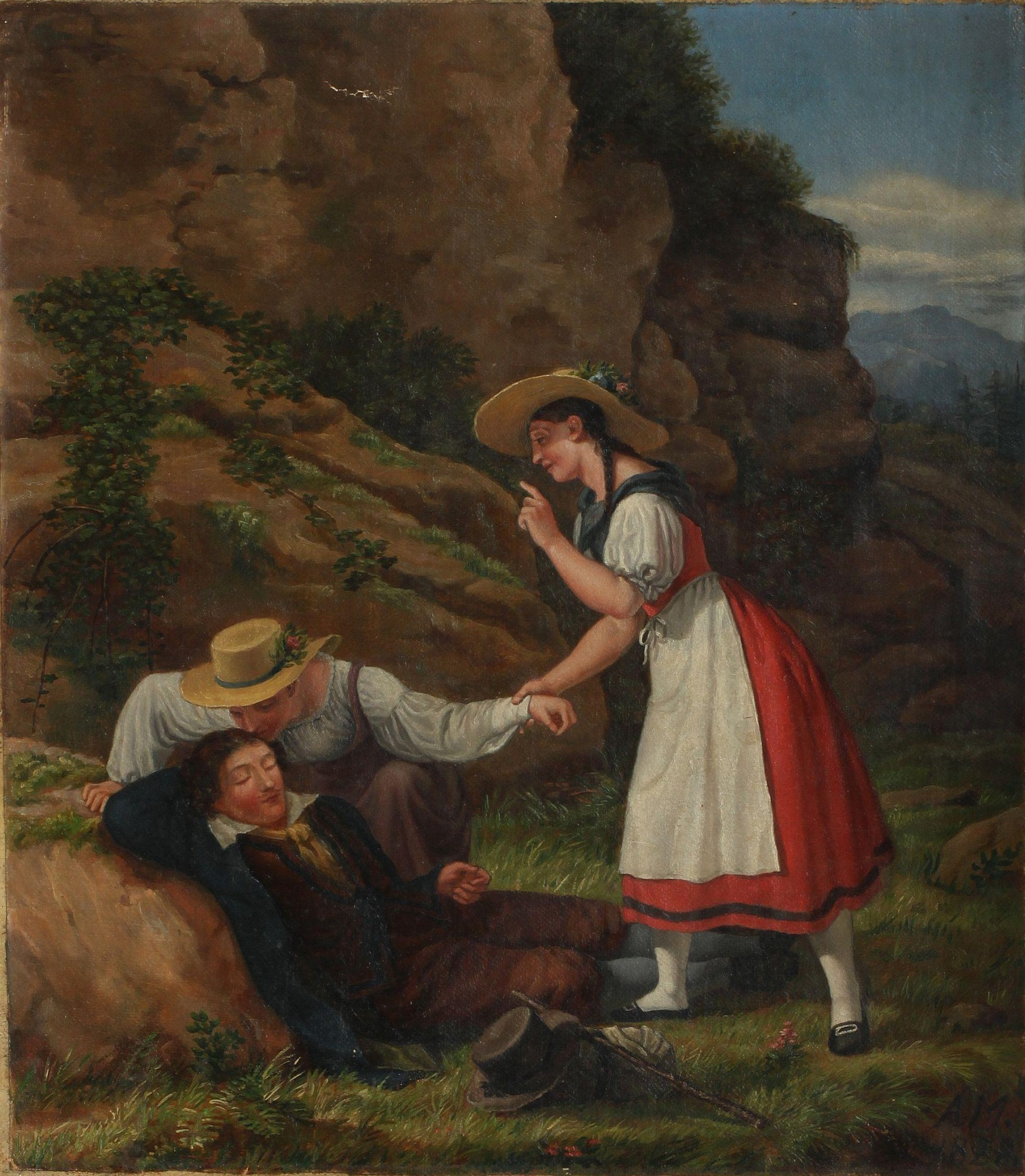
Hombre durmiendo con dos muchachas jóvenes (1828)
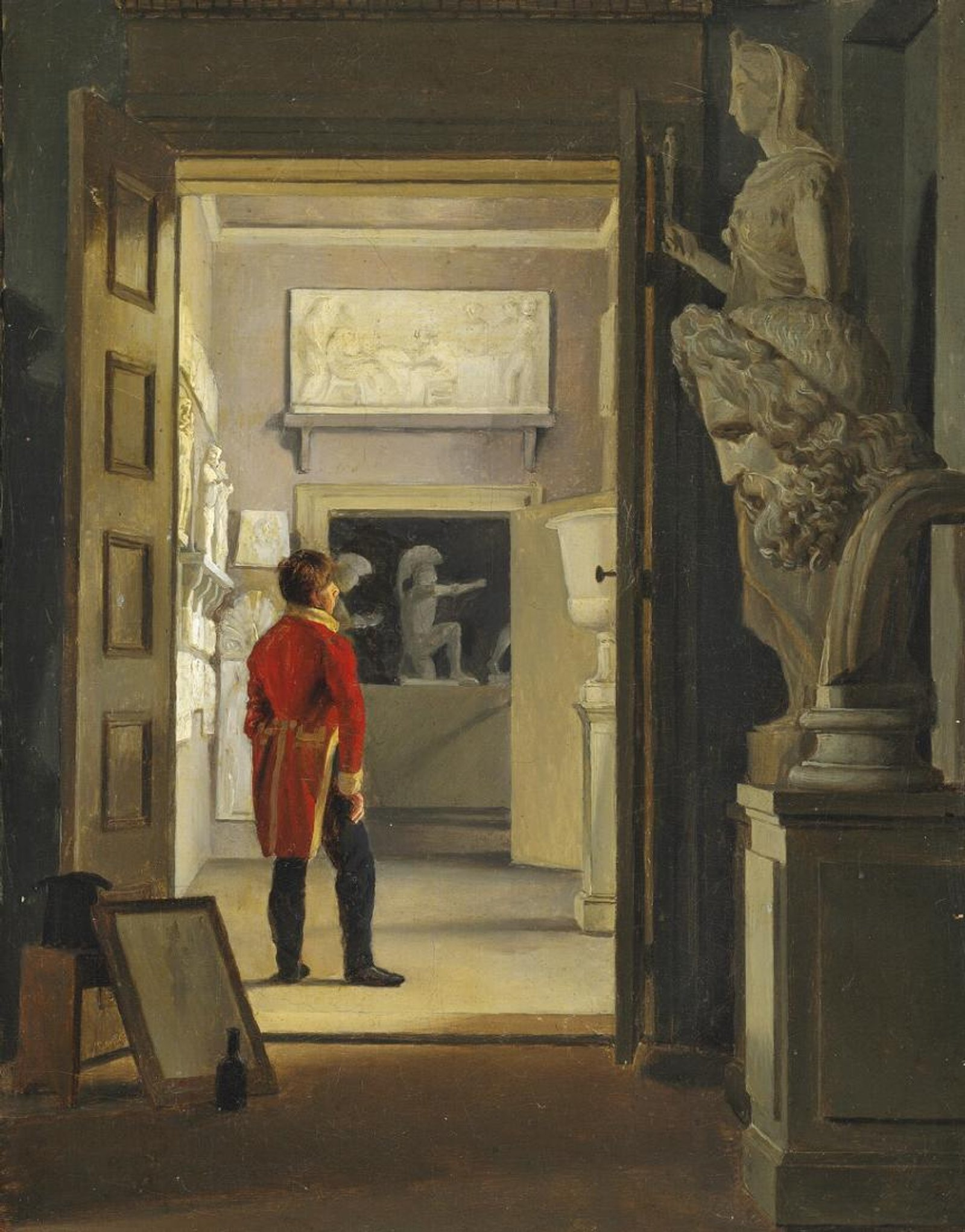
La Sala de Antigüedades del Palacio de Charlottenborg, Copenhague (1830), Museo Metropolitano de Arte
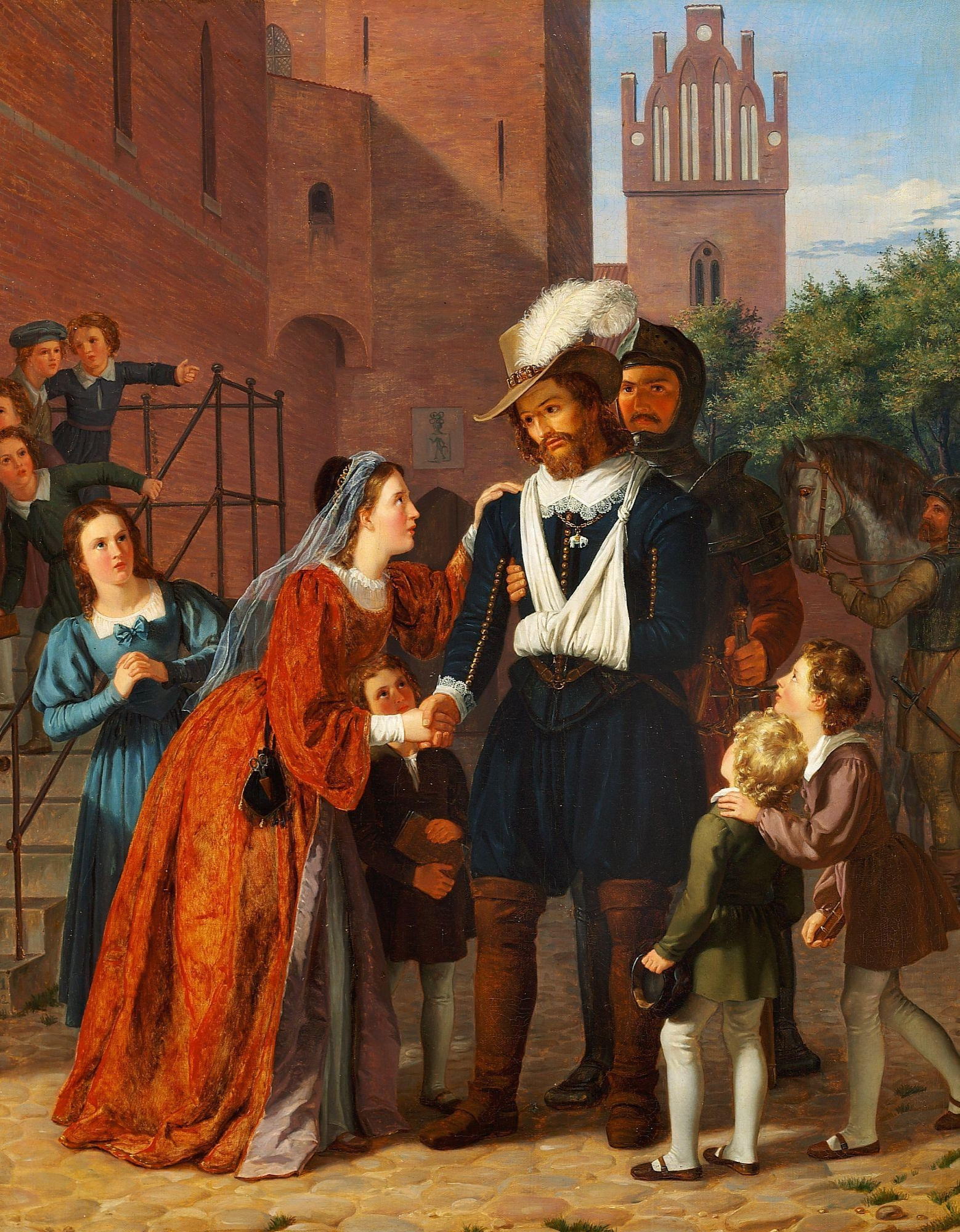
Herluf Trolle regresa a la escuela Herlufsholm (1832)